# Puchar Polski (województwo świętokrzyskie) w piłce nożnej mężczyzn (2020/2021)
W sezonie 2020/2021 Puchar Polski na szczeblu regionalnym w województwie świętokrzyskim składał się z 8 rund, które miały na celu wyłonienie zdobywcy Regionalnego Pucharu Polski w województwie świętokrzyskim i uczestnictwo na szczeblu centralnym Pucharu Polski w sezonie 2021/2022. Tytuł obroniło KSZO 1929 Ostrowiec Świętokrzyski.

## Uczestnicy
| III liga                                                                              | IV liga | Klasa Okręgowa | Klasa A | Klasa B | drużyny nieligowe |
| ------------------------------------------------------------------------------------- | --- | --- | --- | --- | --- |
| - ŁKS Łagów - KSZO 1929 Ostrowiec Świętokrzyski - Wisła Sandomierz - Korona II Kielce | - Czarni Połaniec - Star Starachowice - GKS Nowiny - Granat Skarżysko-Kamienna - Neptun Końskie - Wierna Małogoszcz - GKS Rudki - Moravia Morawica - AKS 1947 Busko-Zdrój - Orlicz Suchedniów - Pogoń 1945 Staszów - Alit Ożarów - Spartakus Daleszyce - Nida Pińczów - Łysica Bodzentyn - Lubrzanka Kajetanów - Hetman Włoszczowa - Naprzód Jędrzejów - OKS Opatów - Partyzant Radoszyce | - Stal Kunów - Orlęta Kielce - Unia Sędziszów - Świt Ćmielów - Wicher Miedziana Góra - Zenit Chmielnik - Piaskowianka Piaski - Piast Stopnica - Bucovia Bukowa - Sparta Dwikozy - Sparta Kazimierza Wielka - Klimontowianka Klimontów - Victoria Skalbmierz - Kamienna Brody - Zorza Tempo Pacanów - Zryw Zbigniewice | - Gród Wiślica - Samson Samsonów - Polonia Białogon - Tęcza Gowarczów - Zryw Skroniów - Koprzywianka Koprzywnica - Wisła Nowy Korczyn - UKS Baćkowice - Start Słupia Jędrzejowska - GKS Imielno - Dąb Nagłowice - LZS Samborzec - LKS Bolmin - Baszta Rytwiany - Arka Pawłów - Sokół Rykoszyn - Victoria Mniów - KS Smyków - Piast Osiek - Radiators Stąporków - GOKiS Masłów - Nidzianka Bieliny - Gród Ćmińsk - Nida Oksa - GKS Górno - Lechia Strawczyn - Granat Borki - Polanie Pierzchnica - Nidzica Dobiesławice - Nida Sobków - GKS Obrazów - FKS Łazy - Huragan Wilczyce | - Politechnika Świętokrzyska Kielce - GKS Iwaniska - MGTS Działoszyce - Płomień Wólka Kłucka - Zryw Łopuszno - Wodnik Styków - GKS Świniary - KS Tarłów - Futsal Nowiny - Bucovia II Bukowa - Ester Wojciechowice - Instal Michałów | - KSZO 1929 II Ostrowiec Świętokrzyski - Oldboys Jędrzejów - Oldboys KSZO Ostrowiec Świętokrzyski - Futsal II Nowiny - Juventa-Star Starachowice |

## I runda
Losowanie par I rundy miało miejsce 5 sierpnia 2020 roku, natomiast mecze rozegrano w dniach 12, 18, 19 i  26 sierpnia tegoż roku.
| 12 sierpnia 2020 | Futsal II Nowiny                  | 2:3   | Lechia Strawczyn                            |  |
| 17:00            | 9' Filip Wojdan · 44' Jakub Wrona | (1:1) | 23', 51' Mateusz Majka · 63' Mateusz Kozieł |  |

| 18 sierpnia 2020 | KSZO 1929 II Ostrowiec Świętokrzyski | 3:0(w.o.)wynik | Koprzywianka Koprzywnica |  |
| 17:00            |                                      |                |                          |  |

| 18 sierpnia 2020 | LKS Bolmin                              | 3:5   | Victoria Mniów |  |
| 17:30            | 40', 88' Cezary Nawrot · 73' Piotr Kruk | (1:3) | 25' (sam.) Rafał Kucharski · 28' Konrad Duda · 42' Wiktor Szcześniak · 77' Kamil Tomaszewski · 80' Aleks Kuśmierczyk |  |

| 18 sierpnia 2020 | Sokół Rykoszyn                                                                                               | 7:4   | Nida Oksa                                        |  |
| 17:30            | 35', 39' Szymon Dudek · 61' Marcin Snoch · 63', 74' Sebastian Wijas · 65' Albert Szymkiewicz · 89' Adam Wilk | (2:3) | 16', 20', 81' Andrzej Kusaj · 32' Paweł Hernicki |  |

| 19 sierpnia 2020 | Dąb Nagłowice | 0:5   | Polonia Białogon                                                                                                 |  |
| 17:00            |               | (0:2) | 12' Kacper Śliwa · 25' Michał Pedrycz · 85' Grzegorz Grzegorski · 86' Mateusz Maniara · 89' Łukasz Cieślikiewicz |  |

| 19 sierpnia 2020 | Gród Ćmińsk                           | 2:4   | Nidzianka Bieliny                                                               |  |
| 17:00            | 3' Mateusz Brzdąk · 23' Kamil Frączyk | (2:2) | 1' Hubert Meducki · 17' Damian Gawęcki · 47' Seweryn Sala · 72' Mateusz Pindral |  |

| 19 sierpnia 2020 | GOKiS Masłów                           | 2:1 (pd.) | UKS Baćkowice    |  |
| 17:00            | 22' Łukasz Kłys · 107' Piotr Sitkowski | (1:0)     | 50' Jan Kuchniak |  |

| 19 sierpnia 2020 | Polanie Pierzchnica                                                                                                  | 7:2   | Gród Wiślica                        |  |
| 17:00            | 12' Piotr Pechiński · 34' Michał Rajek · 57', 90', 90' Michał Staszewski · 66' Maciej Piecyk · 75' Mateusz Pasternak | (2:1) | 17' Szymon Swat · 90' Emil Kępiński |  |

| 19 sierpnia 2020 | Ester Wojciechowice                                                          | 5:2   | GKS Obrazów                                 |  |
| 17:00            | 17' Karol Skrzypek · 31' Rafał Stan · 46' Jacek Bińczak · 62' Jakub Łukawski | (2:1) | 19' Michał Nowiński · 54' (sam.) Rafał Stan |  |

| 19 sierpnia 2020 | GKS Iwaniska         | 1:2   | Piast Osiek                              |  |
| 17:00            | 37' Norbert Karwacki | (1:1) | 6' Robert Misiak · 83' Bartłomiej Ryński |  |

| 19 sierpnia 2020 | Instal Michałów                                                       | 4:5   | FKS Łazy                                            |  |
| 17:00            | 16' Kamil Koprowski · 80' Mateusz Kowalczyk · 84', 90' Dawid Wołowiec | (1:2) | 35', 58', 78' Patryk Niewczas · 64' Mateusz Jezulin |  |

| 19 sierpnia 2020 | Bucovia II Bukowa                            | 2:3   | Start Słupia Jędrzejowska      |  |
| 17:00            | 50' Mikołaj Śmigielski · 72' Michał Jamrozik | (0:0) | 55', 67', 79' Adrian Koprowski |  |

| 19 sierpnia 2020 | MGTS Działoszyce | 3:0(w.o.)wynik | Nidzica Dobiesławice |  |
| 17:00            |                  |                |                      |  |

| 19 sierpnia 2020 | Płomień Wólka Kłucka               | 2:3   | Radiators Stąporków               |  |
| 17:00            | 22' Damian Nowak · 78' Kamil Banak | (1:2) | 13', 44', 90' Klaudiusz Sołtysiak |  |

| 19 sierpnia 2020 | Wodnik Styków                                                       | 4:2   | Huragan Wilczyce                        |  |
| 17:00            | 11' Mateusz Duda · 34' Mikołaj Podzielny · 47', 86' Tomasz Kasprzyk | (2:1) | 39' Paweł Hammer · 61' Paweł Pietruszka |  |

| 19 sierpnia 2020 | Juventa-Star Starachowice                                   | 4:3   | Samson Samsonów                                                           |  |
| 17:00            | 23' Filip Anduła · 52', 83' Jacek Safian · 87' Marcel Rożek | (1:2) | 22' Damian Piwowarczyk · 34' Kamil Piwowarczyk · 69' (sam.) Mateusz Nowak |  |

| 19 sierpnia 2020 | GKS Świniary         | 1:6   | Zryw Zbigniewice                                                                             |  |
| 17:00            | 5' Przemysław Lasota | (1:2) | 39' Tomasz Chwała · 45' Łukasz Bogdański · 57', 66' Daniel Ferens · 78', 83' Marek Dzieciuch |  |

| 19 sierpnia 2020 | Baszta Rytwiany                                          | 3:2   | Wisła Nowy Korczyn                          |  |
| 17:30            | 45' Maciej Zaliński · 50' Michał Bąk · 66' Piotr Krucień | (1:1) | 22' Patryk Gadawski · 64' Michał Krzemiński |  |

| 19 sierpnia 2020 | KS Tarłów                                                                             | 4:3   | LZS Samborzec                            |  |
| 17:30            | 9' Mateusz Dziewirz · 11' Konrad Zdybski · 39' Grzegorz Kwiatkowski · 86' Adrian Hura | (3:1) | 25', 70' Damian Mądry · 89' Cezary Zioło |  |

| 19 sierpnia 2020 | Oldboys Jędrzejów                                                                                      | 5:1   | GKS Imielno    |  |
| 17:30            | 17' Paweł Dudek · 37' Szczepan Bednarek · 54' Michał Więckowski · 80' Tomasz Faryna · 82' Tomasz Bawoł | (2:1) | 12' Artur Grad |  |

| 19 sierpnia 2020 | Oldboys KSZO Ostrowiec Świętokrzyski           | 2:1   | Arka Pawłów              |  |
| 17:30            | 37' Andrzej Kobylański · 89' Krystian Kanarski | (1:0) | 70' (sam.) Marcin Wróbel |  |

| 19 sierpnia 2020 | Granat Borki                                                                                                   | 6:0   | Nida Sobków |  |
| 18:30            | 4' Radosław Jarząb · 45' Wiktor Banaśkiewicz · 50' Artur Dulewicz · 64', 87' Tomasz Resiak · 77' Błażej Kobiec | (2:0) |             |  |

| 19 sierpnia 2020 | Politechnika Świętokrzyska Kielce | 1:0   | Tęcza Gowarczów |  |
| 19:00            | 60' Tomasz Bębas                  | (0:0) |                 |  |

| 26 sierpnia 2020 | GKS Górno                                                           | 5:2   | KS Smyków                 |  |
| 16:30            | 55' Patryk Jaworski · 60', 65' Wiktor Rosół · 75', 90' Oskar Koruch | (0:0) | 85', 90' Mateusz Jarząbek |  |

| 26 sierpnia 2020 | Futsal Nowiny      | 1:4   | Zryw Skroniów                                                             |  |
| 17:00            | 13' Patryk Przęzak | (1:1) | 14' Sebastian Rusek · 47' Dominik Bracisiewicz · 70', 90' Michał Kowalski |  |

## II runda
Losowanie par II rundy miało miejsce 28 sierpnia 2020 roku, natomiast mecze rozegrano w dniach 8-10, 16 i 23 września tegoż roku.
| 8 września 2020 | Politechnika Świętokrzyska Kielce                                           | 4:5 (pd.) | Lechia Strawczyn                                                                                          |  |
| 20:00           | 13' Robert Pieras · 38' Grzegorz Biela · 48' Damian Pater · 65' Paweł Anioł | (2:1)     | 42' Jacek Szafarczyk · 58' Bartłomiej Piotrowski · 76', 81' Grzegorz Ernestowicz · 106' Przemysław Kozieł |  |

| 9 września 2020 | Polanie Pierzchnica                                         | 3:4 (pd.) | Baszta Rytwiany                                                        |  |
| 16:15           | 7' Maciej Piecyk · 76' Michał Staszewski · 85' Marcin Rabij | (1:1)     | 32', 90' Maciej Zaliński · 87' Mateusz Wicik · 120' (sam.) Filip Idzik |  |

| 9 września 2020 | GOKiS Masłów | 0:3   | Zenit Chmielnik             |  |
| 16:15           |              | (0:0) | 68', 76', 78' Michał Gąsior |  |

| 9 września 2020 | Sokół Rykoszyn                                                            | 6:2   | Nidzianka Bieliny                 |  |
| 16:15           | 11' Kamil Domagała · 55', 62', 65' Marcin Snoch · 64', 74' Albin Jaworski | (1:1) | 23' Seweryn Sala · 85' Piotr Bera |  |

| 9 września 2020 | Ester Wojciechowice | 1:1 k. 5:4    | Sparta Dwikozy    |  |
| 16:15           | 65' Sławomir Kmera  | (0:0, k. 5:4) | 90' Dawid Śpiewak |  |

| 9 września 2020 | Piast Osiek                              | 2:1   | Zryw Zbigniewice    |  |
| 16:15           | 30' Bartłomiej Ryński · 33' Paweł Figacz | (2:1) | 40' Marek Dzieciuch |  |

| 9 września 2020 | Zryw Skroniów                                              | 3:1   | Polonia Białogon        |  |
| 16:15           | 3' Krystian Zasada · 18' Miłosz Nazimek · 25' Wiktor Tutaj | (3:0) | 59' Grzegorz Grzegorski |  |

| 9 września 2020 | KS Tarłów                                                            | 3:7   | Świt Ćmielów |  |
| 16:15           | 6' Grzegorz Kwiatkowski · 45' Mateusz Dziewirz · 72' Grzegorz Dwojak | (2:4) | 22' Bartłomiej Gołasa · 29', 35' Bartłomiej Niedbała · 43', 73' Patryk Nowak · 63' Konrad Skwarliński · 84' Konrad Kijanka |  |

| 9 września 2020 | MGTS Działoszyce   | 1:3   | Victoria Skalbmierz                               |  |
| 16:15           | 85' Seweryn Pieron | (0:3) | 8' Mateusz Żarnowiecki · 39', 42' Kamil Olesiński |  |

| 9 września 2020 | Radiators Stąporków                                      | 3:2 (pd.) | GKS Górno                                  |  |
| 16:15           | 7' Kamil Gumulski · 71' Kordian Żak · 101' Piotr Skowron | (1:0)     | 87' Jakub Zakrzewski · 90' Adrian Krawczyk |  |

| 9 września 2020 | Wodnik Styków     | 1:5   | Orlęta Kielce                                                                              |  |
| 16:15           | 86' Michał Zapała | (0:1) | 26' Filip Kaczmarski · 51' Daniel Gładysz · 70' Patryk Żak · 77', 85' Tomasz Kołodziejczyk |  |

| 9 września 2020 | Juventa-Star Starachowice | 1:3   | Victoria Mniów                                                   |  |
| 16:15           | 25' Adam Hamera           | (1:0) | 71' Jakub Pasierbek · 75' Aleks Kuśmierczyk · 78' Albert Arabasz |  |

| 9 września 2020 | Oldboys Jędrzejów | 0:2   | Start Słupia Jędrzejowska  |  |
| 16:15           |                   | (0:1) | 43', 70' Patryk Gnidziński |  |

| 10 września 2020 | Oldboys KSZO Ostrowiec Świętokrzyski | 1:0   | FKS Łazy |  |
| 16:15            | 7' Andrzej Kobylański                | (1:0) |          |  |

| 16 września 2020 | KSZO 1929 II Ostrowiec Świętokrzyski                          | 3:1   | Kamienna Brody   |  |
| 16:00            | 14' Bartosz Szydłowski · 45' Łukasz Swat · 75' Mikołaj Toboła | (2:1) | 24' Kamil Gorazd |  |

| 23 września 2020 | Granat Borki        | 1:3   | Bucovia Bukowa                          |  |
| 18:00            | 82' Radosław Jarząb | (0:1) | 40' Łukasz Bąk · 69', 89' Karol Krzyżyk |  |

## III runda
Losowanie par III rundy miało miejsce 14 września 2020 roku, natomiast mecze rozegrano 23, 29 i 30 września oraz 7 października tegoż roku.
| 23 września 2020 | Baszta Rytwiany                                                | 4:3 (pd.) | Piast Stopnica                                               |  |
| 15:30            | 9' Maciej Zaliński · 19', 112' Paweł Skiba · 40' Mateusz Wicik | (3:2)     | 2' Mateusz Leszczyński · 5' Wojciech Jędo · 80' Łukasz Kołek |  |

| 23 września 2020 | Zenit Chmielnik | 0:2   | Spartakus Daleszyce                       |  |
| 15:30            |                 | (0:1) | 25' Oliwier Łączkowski · 90' Maciej Żądło |  |

| 23 września 2020 | Sokół Rykoszyn      | 1:2   | Piaskowianka Piaski                      |  |
| 15:30            | 81' Sebastian Wijas | (0:1) | 22' Robert Szymański · 85' Hubert Pańtak |  |

| 23 września 2020 | Ester Wojciechowice | 0:2   | Stal Kunów                                      |  |
| 15:30            |                     | (0:0) | 55' Wojciech Poniewierski · 88' Patryk Wodnicki |  |

| 23 września 2020 | Piast Osiek | 0:2   | Klimontowianka Klimontów            |  |
| 15:30            |             | (0:1) | 27' Michał Hołody · 79' Jacek Rożek |  |

| 23 września 2020 | Zryw Skroniów                                                           | 5:3 (pd.) | Unia Sędziszów                                          |  |
| 15:30            | 47', 50', 55' Kamil Banaszek · 101' Wiktor Tutaj · 106' Marcin Sadowski | (0:0)     | 49' Piotr Kasza · 66' Bartosz Styczeń · 89' Adam Brożek |  |

| 23 września 2020 | Świt Ćmielów | 0:9   | Alit Ożarów |  |
| 15:30            |              | (0:3) | 6' Michał Kamiński · 19', 60', 83' Kamil Łokieć · 45' Jakub Kończyk · 56' Paweł Kilijański · 62' Filip Stępień · 78' Kacper Piechniak · 81' Patryk Marut |  |

| 23 września 2020 | Lechia Strawczyn | 0:5   | Wicher Miedziana Góra                                                           |  |
| 15:30            |                  | (0:2) | 21' Bartosz Malinowski · 25', 56', 78' Wiktor Nogacki · 71' Grzegorz Pacholczak |  |

| 23 września 2020 | Victoria Skalbmierz                  | 2:3   | Moravia Morawica             |  |
| 15:30            | 24' Łukasz Łakota · 30' Michał Borek | (2:1) | 18', 49', 90' Karol Gilewski |  |

| 23 września 2020 | Radiators Stąporków                  | 2:6   | Orlęta Kielce                                                                                      |  |
| 15:30            | 7' Konrad Majos · 86' Kamil Gumulski | (1:5) | 14', 39' Damian Salwa · 26', 34' Krystian Moskal · 37' (sam.) Dariusz Kucbart · 73' Daniel Gładysz |  |

| 23 września 2020 | Zorza Tempo Pacanów | 1:2   | Naprzód Jędrzejów                              |  |
| 15:30            | 61' Mateusz Kobos   | (0:1) | 39' Mateusz Domagała · 64' Bartłomiej Równicki |  |

| 23 września 2020 | Start Słupia Jędrzejowska | 2:4   | Sparta Kazimierza Wielka                                             |  |
| 15:30            | 14', 17' Adrian Koprowski | (2:3) | 20', 29' Sebastian Zając · 38' Adrian Morsztyn · 78' Cezary Odrobina |  |

| 29 września 2020 | Victoria Mniów                       | 2:1   | Partyzant Radoszyce       |  |
| 18:00            | 24' Dawid Wołczyk · 67' Piotr Mikosa | (1:1) | 28' Przemysław Winckowicz |  |

| 30 września 2020 | Bucovia Bukowa                       | 2:2 k. 2:4    | Hetman Włoszczowa                                   |  |
| 15:15            | 35' Kamil Cygan · 93' Mateusz Wsułek | (1:1, k. 2:4) | 16' Mateusz Wargacki · 110' (sam.) Daniel Chojnecki |  |

| 30 września 2020 | Oldboys KSZO Ostrowiec Świętokrzyski           | 2:4   | OKS Opatów                                                                 |  |
| 20:00            | 31' Jarosław Mosiołek · 38' Andrzej Kobylański | (2:0) | 58', 90' Michał Rutkowski · 60' Sebastian Żelaszczyk · 65' Damian Szewczyk |  |

| 7 października 2020 | KSZO 1929 II Ostrowiec Świętokrzyski | 1:1 k. 5:3    | Orlicz Suchedniów   |  |
| 15:00               | 93' Łukasz Cyran                     | (0:0, k. 5:3) | 117' Ernest Supierz |  |

## IV runda
Losowanie par IV rundy miało miejsc 2 października 2020 roku, natomiast mecze rozegrano 14, 18, 20 i 21 października tegoż roku.
| 14 października 2020 | Stal Kunów | 0:4   | Wisła Sandomierz                                                          |  |
| 15:00                |            | (0:2) | 6' Bruno Worotyński · 17' Mateusz Kuśmierczyk · 52', 67' Mirosław Kmiotek |  |

| 14 października 2020 | Klimontowianka Klimontów | 0:3   | Czarni Połaniec                       |  |
| 15:00                |                          | (0:0) | 54' Oskar Łąk · 61', 71' Piotr Ferens |  |

| 14 października 2020 | Moravia Morawica         | 1:3   | Korona II Kielce                                                 |  |
| 15:00                | 88' Wiktor Wojciechowski | (0:2) | 8' Szymon Majewski · 27' Radosław Turek · 75' Miłosz Strzeboński |  |

| 14 października 2020 | KSZO 1929 II Ostrowiec Świętokrzyski | 0:1   | Star Starachowice |  |
| 15:00                |                                      | (0:1) | 21' Artur Kidoń   |  |

| 18 października 2020 | Baszta Rytwiany                         | 2:5   | Pogoń 1945 Staszów                                                   |  |
| 13:00                | 37' Piotr Krucień · 40' Wojciech Pentek | (2:2) | 10', 85' Krystian Rzepa · 43', 60' Marcin Kumański · 87' Piotr Malec |  |

| 20 października 2020 | Alit Ożarów | 0:3   | KSZO 1929 Ostrowiec Świętokrzyski                          |  |
| 14:30                |             | (0:2) | 10' Damian Mężyk · 28' Wojciech Trochim · 49' Mateusz Mąka |  |

| 20 października 2020 | Victoria Mniów | 0:4   | Granat Skarżysko-Kamienna                              |  |
| 18:30                |                | (0:1) | 11', 46', 81' Tomasz Bartosiak · 58' Bartłomiej Papros |  |

| 21 października 2020 | Hetman Włoszczowa                              | 2:0   | Wierna Małogoszcz |  |
| 14:30                | 15' Patryk Krzysztofik · 55' Michał Smolarczyk | (1:0) |                   |  |

| 21 października 2020 | Spartakus Daleszyce | 1:0   | GKS Rudki |  |
| 14:30                | 48' Piotr Ostrowski | (0:0) |           |  |

| 21 października 2020 | Piaskowianka Piaski                                 | 3:0   | AKS 1947 Busko-Zdrój |  |
| 14:30                | 15', 29' Robert Szymański · 75' Krzysztof Szymański | (2:0) |                      |  |

| 21 października 2020 | Zryw Skroniów      | 1:11  | GKS Nowiny |  |
| 14:30                | 70' Kamil Banaszyk | (0:6) | 5', 85' Kacper Grzela · 12' Dawid Dorowski · 16' Bartosz Papka · 31' Jakub Hińcza · 34' Kamil Blicharski · 43', 74' Paweł Tomczyk · 51', 68' Jakub Olearczyk · 60' Dawid Szałas |  |

| 21 października 2020 | Wicher Miedziana Góra | 0:1   | Neptun Końskie      |  |
| 14:30                |                       | (0:0) | 75' Paweł Markowicz |  |

| 21 października 2020 | Orlęta Kielce                                                  | 4:6   | Łysica Bodzentyn                                                                         |  |
| 14:30                | 60', 77' Jakub Moskal · 68' Damian Salwa · 90' Krystian Moskal | (0:3) | 21' Kamil Uciński · 28' Szymon Michta · 40', 55', 76' Piotr Mikos · 90' Mirosław Kalista |  |

| 21 października 2020 | Naprzód Jędrzejów                          | 3:1   | Lubrzanka Kajetanów   |  |
| 14:30                | 25' Szymon Kot · 70', 78' Bartosz Równicki | (1:1) | 45' Patryk Zawierucha |  |

| 21 października 2020 | Sparta Kazimierza Wielka | 1:1 k. 5:3    | Nida Pińczów    |  |
| 14:30                | 36' Mariusz Adamczyk     | (1:0, k. 5:3) | 75' Piotr Gajda |  |

| 28 października 2020 | OKS Opatów | 0:7   | ŁKS Łagów                                                                                       |  |
| 13:00                |            | (0:3) | 23' Adam Imiela · 30', 48', 80' Amarildo Balotelli · 33', 73' Dorian Buczek · 70' Maciej Kolasa |  |

## 1/8 finału
Losowanie par 1/8 finału, podobnie jak późniejszych faz, miało miejsce 5 marca 2021 roku, natomiast mecze rozegrano 31 marca i 7 kwietnia tegoż roku.
| 31 marca 2021 | Neptun Końskie                                                  | 3:4   | ŁKS Łagów                                                                                      |  |
| 16:00         | 15' Adam Sierszyński · 26' Krzysztof Pach · 60' Patryk Kwiecień | (2:1) | 44' Mikołaj Szymański · 52' (sam.) Marcin Bińkowski · 75' Amarildo Balotelli · 85' Patryk Wilk |  |

| 31 marca 2021 | Star Starachowice                            | 3:2   | Pogoń 1945 Staszów                     |  |
| 16:00         | 19', 46' Mariusz Fabjański · 62' Karol Kopeć | (1:1) | 27' Rafał Kowalski · 85' Mateusz Wicik |  |

| 31 marca 2021 | Łysica Bodzentyn | 0:3   | KSZO 1929 Ostrowiec Świętokrzyski          |  |
| 16:00         |                  | (0:1) | 41', 64' Michał Paluch · 70' Fuad Bayramov |  |

| 31 marca 2021 | Spartakus Daleszyce                             | 2:2 k. 3:1    | Korona II Kielce                    |  |
| 16:00         | 11' Wiktor Brożyna · 44' (sam.) Szymon Majewski | (2:0, k. 3:1) | 52' Hubert Zwoźny · 54' Jakub Rybus |  |

| 31 marca 2021 | Czarni Połaniec                          | 2:0   | Naprzód Jędrzejów |  |
| 16:00         | 53' Damian Bawor · 72' Wojciech Nieradka | (0:0) |                   |  |

| 31 marca 2021 | GKS Nowiny        | 1:3   | Wisła Sandomierz                                                       |  |
| 16:00         | 45' Paweł Tomczyk | (1:0) | 77' Miłosz Matuszewski · 85' Krzysztof Zawiślak · 88' Mateusz Stańczyk |  |

| 31 marca 2021 | Piaskowianka Piaski  | 1:5   | Hetman Włoszczowa                                                                        |  |
| 16:15         | 65' Konrad Czarnecki | (0:1) | 20' (sam.) Michał Koczanoski · 56', 58' Cezary Matuszewski · 70', 75' Tomasz Matuszewski |  |

| 7 kwietnia 2021 | Sparta Kazimierza Wielka | 0:6   | Granat Skarżysko-Kamienna                                                                                       |  |
| 16:30           |                          | (0:1) | 13' Błażej Miller · 50' Bartłomiej Papros · 57', 61' Bartosz Sot · 72' Tomasz Bartosiak · 86' Mateusz Stopiński |  |

## 1/4 finału
Losowanie par ćwierćfinałowych miało miejsce 5 marca 2021 roku, natomiast mecze rozegrano 5 maja tegoż roku.
| 5 maja 2021 | Granat Skarżysko-Kamienna | 1:2   | ŁKS Łagów                  |  |
| 17:00       | 40' Tomasz Bartosiak      | (1:1) | 28', 84' Mikołaj Szymański |  |

| 5 maja 2021 | Star Starachowice                              | 2:5   | KSZO 1929 Ostrowiec Świętokrzyski                                                                         |  |
| 17:00       | 21' Patryk Kosztowniak · 31' Mariusz Fabjański | (2:2) | 12' Bartłomiej Smuczyński · 20' Konrad Zaklika · 49' Paweł Kaczmarek · 80' Michał Paluch · 90' Adam Nowak |  |

| 5 maja 2021 | Hetman Włoszczowa                                                             | 4:3   | Spartakus Daleszyce                                         |  |
| 17:00       | 36', 61' Tomasz Matuszewski · 45' Cezary Matuszewski · 90' Patryk Krzysztofik | (2:2) | 4' Maciej Żądło · 26' Grzegorz Małek · 70' Michał Jeziorski |  |

| 5 maja 2021 | Czarni Połaniec      | 1:1 k. 6:5    | Wisła Sandomierz       |  |
| 17:00       | 61' Kacper Wątróbski | (0:0, k. 6:5) | 90' Krzysztof Zawiślak |  |

## 1/2 finału
Losowanie par półfinałowych miało miejsce 5 marca 2021 roku, natomiast mecze rozegrano 9 czerwca tegoż roku.
| 9 czerwca 2021 | ŁKS Łagów | 0:1   | KSZO 1929 Ostrowiec Świętokrzyski |  |
| 17:00          |           | (0:1) | 43' Fuad Bayramov                 |  |

| 9 czerwca 2021 | Hetman Włoszczowa      | 1:3   | Czarni Połaniec                                                    |  |
| 17:30          | 51' Tomasz Makuszewski | (0:0) | 58' Filip Krępa · 90' Piotr Ferens · 90' (sam.) Kacper Krzysztofik |  |

## Finał
Finał został rozegrany na Suzuki Arenie 16 czerwca. Zwycięzcą Pucharu Polski na szczeblu województwa świętokrzyskiego w sezonie 2020/21 zostało KSZO 1929 Ostrowiec Świętokrzyski, dzięki czemu obroniło zdobyty sezon wcześniej trofeum. Ponadto, klub uzyskał prawo do gry w sezonie 2022/23 na szczeblu centralnym Pucharu Polski.
| 16 czerwca 2021 | Czarni Połaniec                                       | 3:4 (pd.) | KSZO 1929 Ostrowiec Świętokrzyski                                      |                      |
| 18:00           | 67' Damian Bawor · 81' Maciej Witek · 90' Filip Krępa | (0:2)     | 10' Tomasz Persona · 20' Fuad Bayramov · 90', 101' Szymon Stanisławski | Suzuki Arena, Kielce |